# Matěj (apoštol)
Svatý Matěj (také Matyáš, z hebrejského Matatjá a řeckého Matthias) byl apoštol vybraný podle knihy Skutků na místo Jidáše, aby zůstal zachován počet Dvanácti. Přes stejný původ jména by se neměl zaměňovat s apoštolem a evangelistou Matoušem.

## Život

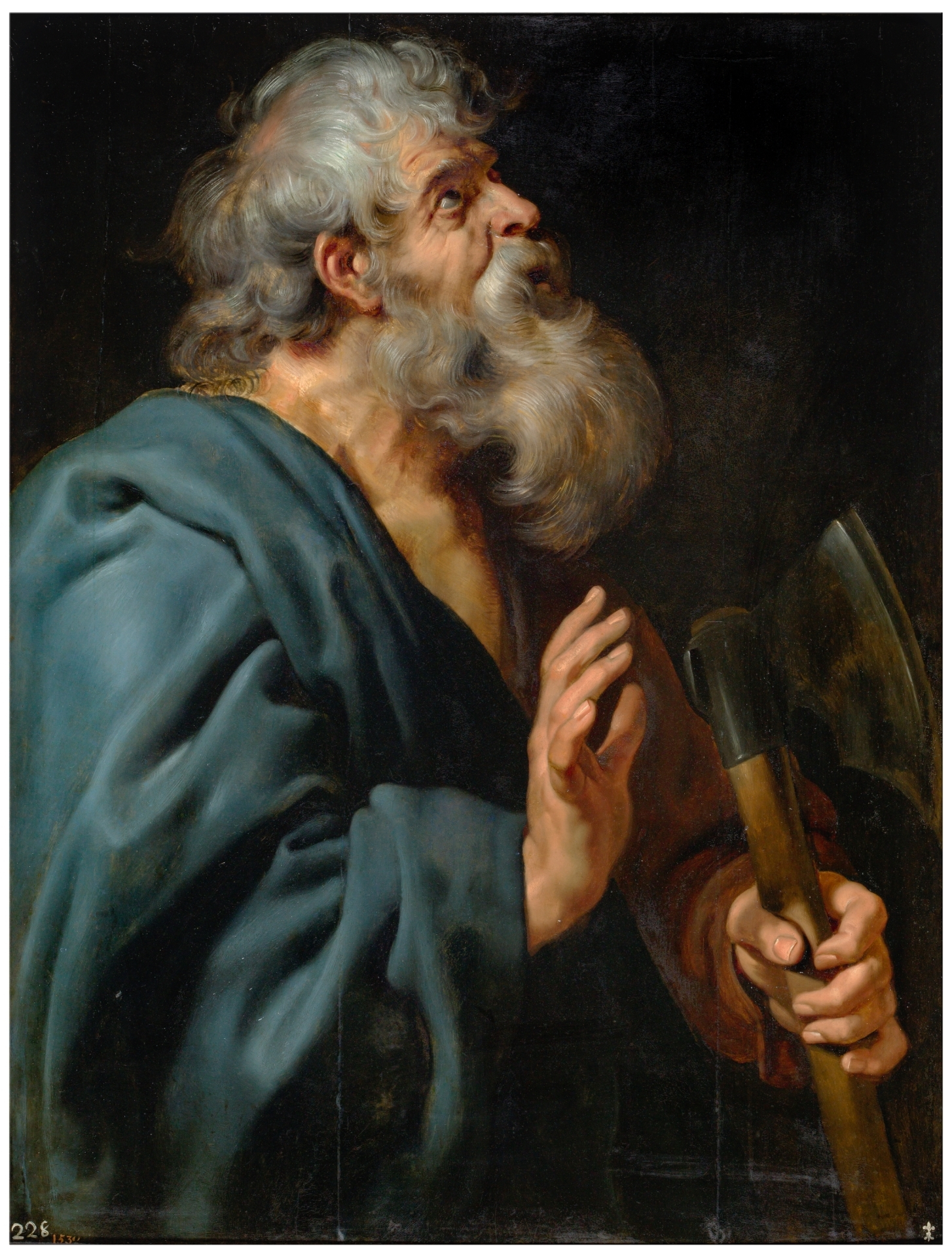
Svatý Matyáš (kolem roku 1611) od Petra Paula Rubense

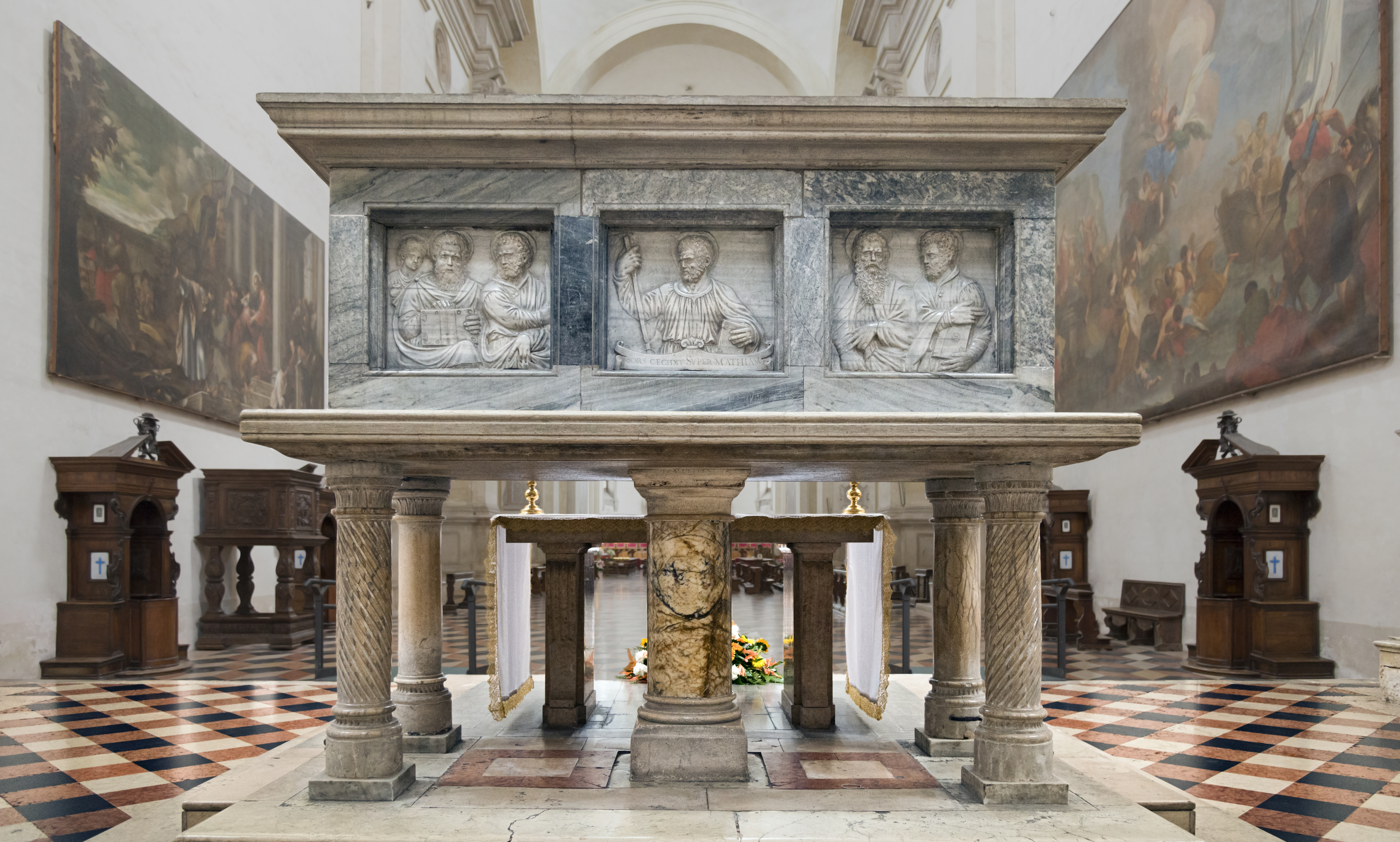
Náhrobek v kostele Santa Giustina v Padově

O Matějově životě víme jen tolik, že byl Žid, že s Ježíšem „chodil od křtu Janova“ a na návrh apoštola Petra byl vybrán jako náhrada za zemřelého Jidáše:
Vybrali tedy dva, Josefa, druhým jménem Barsabáš, příjmení měl Justus, a Matěje; pak se modlili: „Ty, Pane, znáš srdce všech lidí; ukaž, koho z těch dvou sis vyvolil, aby převzal místo v této apoštolské službě, kterou Jidáš opustil a odešel tam, kam patří.“ Potom jim dali losy a los padl na Matěje; tak byl připojen k jedenácti apoštolům.
Patřil tedy patrně k širšímu okruhu Ježíšových „učedníků“ a podle různých tradic působil jako misionář v Judsku a v dnešní Gruzii a zemřel snad kolem roku 63, podle jedněch jako mučedník v Jeruzalémě, podle jiných v Kolchidě (Gruzii).
Podle velmi staré tradice dala svatá Helena jeho ostatky převézt do Říma, odkud se část dostala do Trevíru v Německu, kde je dodnes uctíván. Mramorový renesanční náhrobek sv. Matěje ze 16. století je rovněž v Padově, v kapli při kostele Santa Giustina. Podle řeckých pramenů je však pohřben v římské pevnosti Gonio (Apsaros) v Gruzii. Je velmi pravděpodobné, že se jedná o dvě nebo tři různé osoby, které zejména apokryfní spisy zaměnily. Jean Bolland se domníval, že jednou z nich mohl být jeruzalémský biskup Matyáš (kolem 120).

## Ikonografie
Svatý Matěj Apoštol se obvykle zobrazuje s knihou a někdy se sekerou, jíž byl prý popraven.

## Svátek
Západní církev slavila svátek svatého Matěje 24. února (v přestupném roce 25. února) a tak si jej dodnes připomínají luterské církve, kdežto v katolické církvi byl svátek od roku 1970 přesunut na 14. květen. Tak jej dnes slaví také anglikánské a episkopální církve. Ve východních církvích se svátek slaví 9. srpna.
Svatému Matěji je zasvěceno mnoho kostelů a Matěj je také běžné křestní jméno. Tradiční Matějská pouť v Praze jako zábavní akce stále začíná kolem 24. února, už dávno se však nekoná u poutní cesty ke kostelu svatého Matěje nad Šáreckým údolím, kde původně vznikla. Vzhledem k přesunu svátku v českém liturgickém kalendáři na 14. května se původní svatomatějská pouť ke kostelu svatého Matěje nyní slaví v odlišném termínu.

## Odkazy

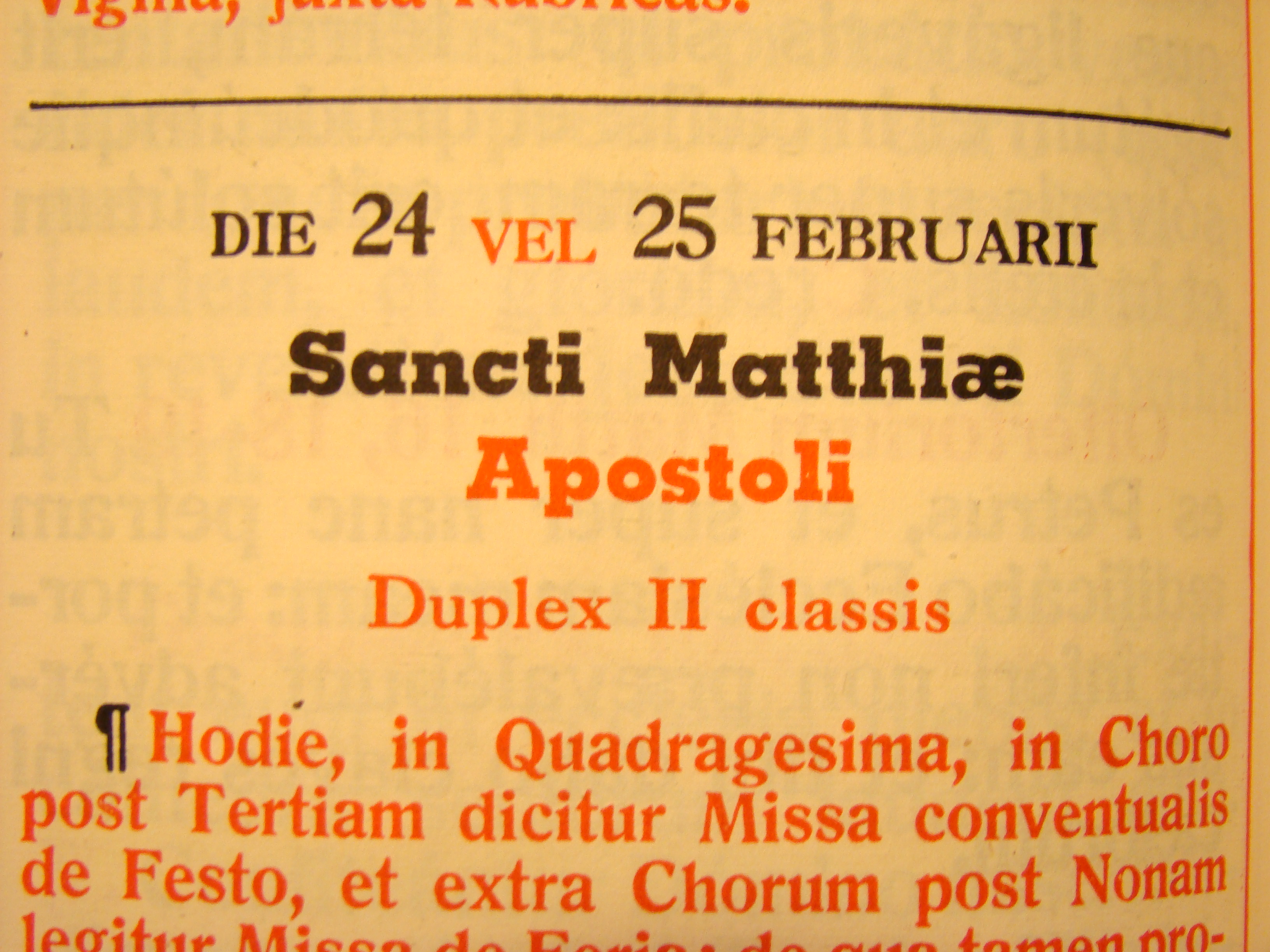
Svátek sv. Matěje apoštola v misálu